# فريدي ايتان
فريدي ايتان (بالعبرية: פרדי איתן‏) هو دبلوماسي وصحفي وكاتب إسرائيلي، ولد في 1947 في مدينة تونس في تونس.